# Arxiu BOM

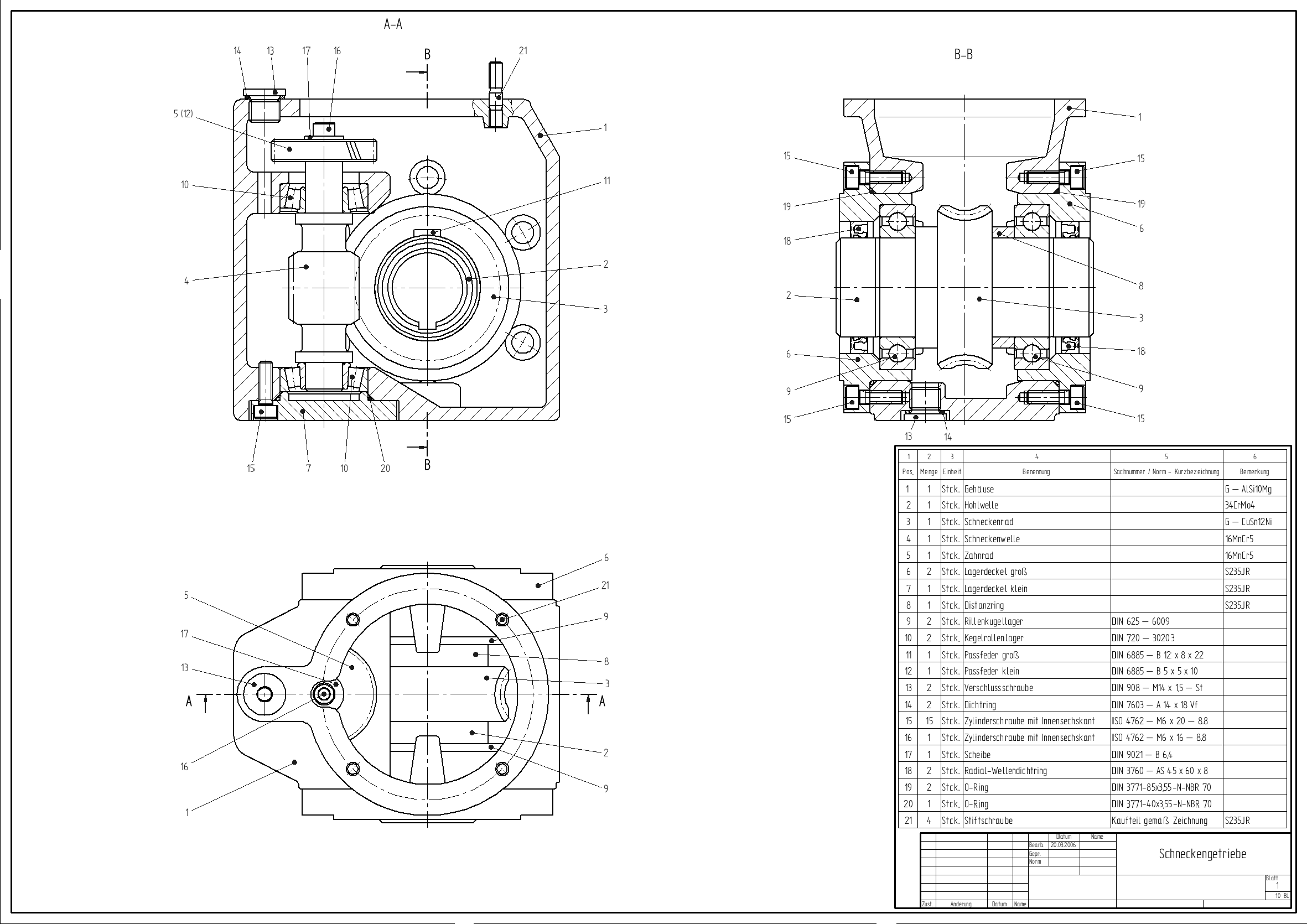
Un exemple de LDM per a un muntatge mecànic (en alemany).

Una BOM o llista de materials o una estructura de producte (de vegades una llista de materials LDM, una llista de materials o una llista associada) és una llista de les matèries primeres, subconjunts, conjunts intermedis, subcomponents, peces i les quantitats de cadascuna necessària per fabricar un producte final. Una LDM es pot utilitzar per a la comunicació entre socis de fabricació o limitar-se a una sola planta de fabricació. Sovint, una llista de materials està vinculada a una ordre de producció l'emissió de la qual pot generar reserves per a components de la llista de materials que estan en estoc i requeriments per a components que no estan en estoc. Hi ha dos tipus de materials de factura.

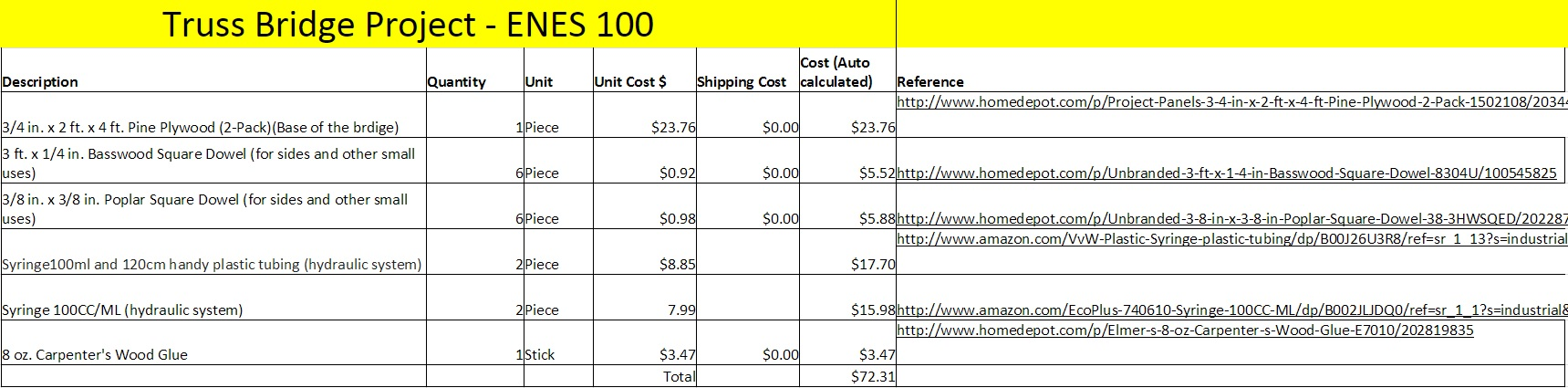
Exemple de BOM

Una BOM pot definir els productes tal com es dissenyen (llista de materials d'enginyeria), tal com es demanen (llista de materials de vendes), tal com es construeixen (llista de materials de fabricació) o com es mantenen (llista de materials del servei). Els diferents tipus depenen de la necessitat empresarial i de l'ús al qual estan destinats. A les indústries de procés, la BOM també es coneix com a llista de fórmula, recepta o ingredients. La frase "llista de materials" (o "BOM") és utilitzada amb freqüència pels enginyers de manera atributiva per referir-se no a la factura literal, sinó a la configuració de producció actual d'un producte, per distingir-lo de les versions modificades o millorades en estudi o en prova.
En electrònica, la BOM representa la llista de components utilitzats a la placa de cablejat imprès o a la placa de circuit imprès. Un cop finalitzat el disseny del circuit, la llista de BOM es passa a l'enginyer de disseny de PCB i a l'enginyer de components que adquirirà els components necessaris per al disseny.